# Commission historique de Poméranie
La Commission historique de Poméranie est un organisme scientifique qui étudie l'histoire de la Poméranie.

## Mission
La Commission historique est fondée en 1910-1911 à l'initiative du haut président de la province de Poméranie, Helmuth von Maltzahn. Ernst Bernheim, professeur d'université à Greifswald, et Martin Wehrmann, professeur de lycée à Stettin, comptent parmi les forces vives de la commission. Les modèles sont des commissions historiques dans d'autres pays et provinces prussiennes. La tâche de la commission consiste tout d'abord à recenser les archives non gouvernementales de Poméranie. Sept rapports sont publiés à ce sujet de 1917 à 1933. Dès le début, une autre tâche consiste à publier des sources sur l'histoire de la Poméranie sous forme imprimée, le premier volume étant paru dès 1913.
En 1925, les tâches de la Commission historique sont élargies. La publication du Pommersches Urkundenbuch, dont le dernier volume a été publié en 1907, est reprise par la Commission avec les archives d'État de Stettin. Elle prend également en charge, entre autres, la publication de Historischen Atlas der Provinz Pommern, de la collecte des noms de lieux-dits poméraniens, de la constitution d'une bibliographie poméranienne et de l'inventaire des remparts des châteaux poméraniens.
Dans l’Allemagne nationale-socialiste, la commission reçoit le nom de Centre national de recherche historique de la province de Poméranie en 1935, et en 1939, elle devient une partie du Centre national de recherche de la province de Poméranie. Après la fin de la Seconde Guerre mondiale, la Poméranie est rattachée en partie à la Pologne et en partie à la zone d'occupation soviétique, ce qui met fin à ses activités.
En 1951, la Commission historique de Poméranie est rétablie en République fédérale d'Allemagne. L'initiative vient d'Adolf Diestelkamp, qui a été secrétaire de la commission pendant de nombreuses années avant 1945 et en devient le président. Le cadre organisationnel est constitué par le Conseil de recherche Johann-Gottfried-Herder (de), par l'intermédiaire duquel le gouvernement fédéral fournit un soutien financier. Après la mort de Diestelkamp en 1955, Franz Engel lui succède à la présidence. Le premier volume des nouvelles Veröffentlichungen der Historischen Kommission für Pommern paraît en 1958. Dans de nombreux cas, la commission peut renouer avec les travaux commencés avant 1945, notamment lors de la publication du Pommersches Urkundenbuch. De nombreux autres documents ont été perdus, comme l'inventaire des remparts des châteaux poméraniens.
La Commission historique publie des rapports sur ses activités dans les Baltische Studien. Cependant, les rapports comportent des lacunes. Ainsi, le rapport sur les années 1996-2000 est suivi d'un rapport sur l'année 2009. La Commission travaille sur un site Internet depuis 2008, qui est déjà en ligne en 2012.

## Présidents
- Helmuth von Maltzahn : mai 1911-août 1920
- Johannes Sarnow (de) : août 1920-janvier 1924
- Ernst von Zitzewitz (de) : octobre 1925-printemps 1934
- Ernst Jarmer (de) : mai 1934-début 1935
- Manfred Schultze-Plotzius : début 1935-novembre 1935
- Robert Schulz (de) : novembre 1935-début 1940
- Adolf Diestelkamp : août 1951-février 1955
- Franz Engel : octobre 1955 - septembre 1967
- Roderich Schmidt : novembre 1967–septembre 2001
- Jürgen Kohler (de) : septembre 2001–décembre 2005
- Jürgen Regge (de) : janvier 2006–octobre 2009[2]
- Martin Schoebel (de) : octobre 2009[2] – juin 2013
- Horst Wernicke (de) : juin 2013-décembre 2017
- Haik Thomas Porada : décembre 2017–octobre 2021
- Jana Olschewski : depuis octobre 2021[3]

## Éditions
Les Veröffentlichungen der Historischen Kommission für Pommern sont divisées en cinq séries :
- Série I : Série plus ancienne (avant 1945).
- Série II: Pommersches Urkundenbuch.
- Série III : Atlas historique de Poméranie. Nouvel épisode.
- Série IV: Sources de l'histoire de Poméranie.
- Série V : Recherches sur l'histoire de la Poméranie.